# وارن هاوك
وارن هاوك (بالإنجليزية: Warren Hawke)‏ هو لاعب كرة قدم بريطاني، ولد في 20 سبتمبر 1970 في درم في المملكة المتحدة. لعب مع ريث روفرز وكوين أوف ساوث ونادي تشيسترفيلد ونادي سكاربورو ونادي سندرلاند ونادي غرينوك مورتون ونادي كارلايل يونايتد ونادي نورثامبتون تاون.

## وصلات خارجية
- وارن هاوك على موقع قاعدة بيانات كرة القدم.إي يو (الإنجليزية)
- وارن هاوك على موقع Soccerbase.com (لاعب) (الإنجليزية)